# Idom
IDOM es una empresa internacional de servicios profesionales de consultoría, ingeniería y arquitectura.
Desde 1957 hasta la actualidad, IDOM se ha desarrollado paulatinamente hasta llegar a ser un grupo multidisciplinar en el que ejercen su actividad profesional más de 3.500 personas, distribuidas en 45 oficinas ubicadas en los 5 continentes, habiendo realizado proyectos en 125 países.

## Historia
IDOM nació en Bilbao, en 1957, de la mano del ingeniero de origen catalán Rafael Escolá (1919-1995), apoyado por otro joven ingeniero, Luis Olaortúa (1932-2003).
Rafael y Luis fueron pioneros en la prestación de servicios profesionales e independientes de ingeniería, en una época en la que los ingenieros trabajaban, mayoritariamente, como empleados de las grandes empresas industriales.
El acrónimo que da nombre a la compañía responde a los términos de Ingeniería y Dirección de Obras y Montaje, actividades a las que inicialmente se dedicó la firma y que posteriormente se ampliaron a prácticamente todos los servicios de consultoría, en muy variados ámbitos de actividad económica.
Puesto que la propiedad de la firma está repartida entre los miembros que la componen, IDOM se encuadra en el ecosistema de las "employee-owned companies", un tipo de estructura de propiedad relativamente frecuente en el mundo anglosajón, pero poco usual en el mundo latino.
IDOM ha tenido cinco presidentes a lo largo de su historia. A Rafael Escolá y Luis Olaortúa, les siguieron Felipe Prósper y Fernando Querejeta. En 2016 Luis Rodríguez Llopis fue ratificado como Presidente, en la Asamblea de Socios de IDOM.

## Organización
La organización interna de IDOM se estructura con base en ciertas áreas de conocimiento técnico:

#### Análisis Avanzados
Soluciones de ingeniería avanzada para proyectos científicos y tecnológicos de gran envergadura en diferentes disciplinas (mecánica aplicada, diseño estructural, electrónica y control, etc).

#### Arquitectura
Servicio de diseño que integra todas las disciplinas constructivas. La plataforma danesa de arquitectura en línea, ArchitectureQuote, sitúa a IDOM en el número 69 del ranking mundial (2019).

#### Consultoría y Sistemas
Estudios y proyectos sobre temas tan variados como la regeneración urbana, el desarrollo de ciudades emergentes y sostenibles, los sistemas de gestión y de logística, de información geográfica, de inteligencia de negocio y de compra pública innovadora, entre otros.

#### Industria y Energía
Estudios y proyectos de plantas de generación eléctrica (tanto con combustibles convencional, nuclear, como a partir de fuentes renovables), oil & gas, industria y siderometalurgia. La revista Engineering News Record (ENR), sitúa a IDOM en el número 51 de las mayores firmas de ingeniería del mundo (2018).

#### Infraestructuras
Sistemas de transporte (ferrocarriles, metro, tranvías, BRT, aviación, puertos, carreteras), telecomunicaciones (seguridad, redes, ITS) y ciclo del agua, con la aplicación de últimas tecnologías, durante todas las fases de los proyectos y desarrollo de los mismos en entorno BIM.

## Algunos proyectos

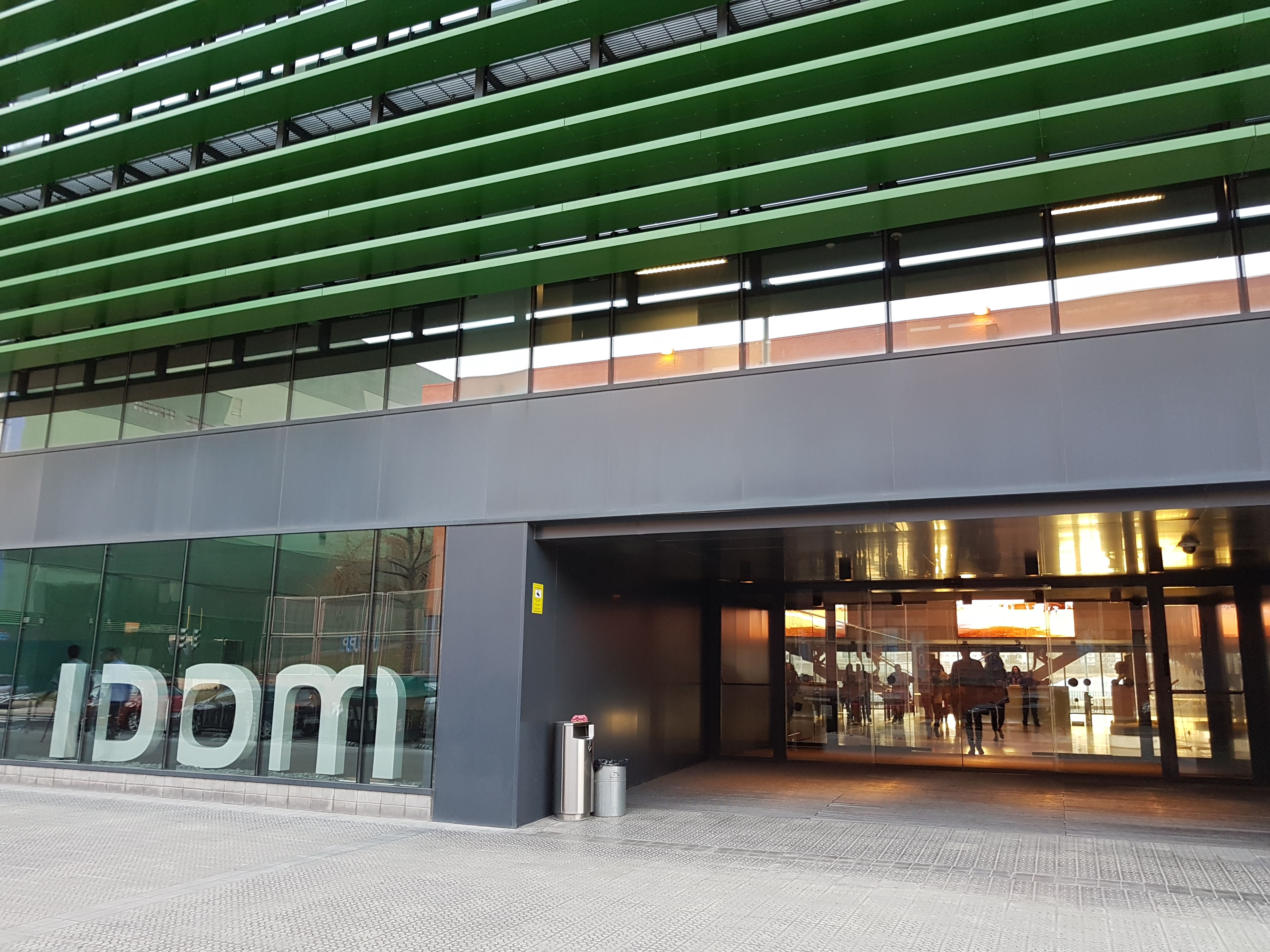
Sede IDOM Bilbao.

De entre los 30.000 proyectos realizados por la firma, algunos reseñables son:
- Domo del telescopio solar de tecnología avanzada Daniel K. Inouye Solar Telescope, en Hawái. Diseño, fabricación y montaje.
- Banco de Ensayos para aerogeneradores DyNaLab para el Instituto Fraunhofer IWES, en Alemania. Diseño, fabricación y montaje.
- Experimento internacional de energía de fusión ITER, en Francia: desde la ingeniería convencional a la avanzada de los Test Blanket Modules (TBM).
- Planta Termosolar de torre central Crescent Dunes, en Tonopah, en Estados Unidos
- Centrales de ciclo combinado PP10 (3700 MW) y PP12, en Arabia Saudí.
- Planta de producción de electricidad en Bouchain, Francia. Ciclo combinado más eficiente del mundo, según Guinness World Records (2016).[8]
- Estadio de fútbol San Mamés con capacidad para 53.000 personas en Bilbao, España.
- Línea 3 del nuevo Metro de Riad, incluyendo 20 estaciones y 2 cocheras en Arabia Saudí.
- Alta Velocidad Española: participación en numerosos tramos y estaciones.
- Carretera en las montañas del Cáucaso, entre Kvesheti y Kobi (Georgia), con el diseño de un puente arco (432 m) y un túnel de 9 km, entre otros.
- Central Hidroeólica de la isla de El Hierro.

IDOM ha colaborado también en otros proyectos arquitectónicos como:
- Museo Guggenheim en Bilbao.
- Parlamento Europeo en Estrasburgo.
- Remodelación del Estadio San Carlos de Apoquindo, con capacidad para 20.000 personas.